# Roquebrune-sur-Argens
Roquebrune-sur-Argens (Rocabruno in occitano) è un comune francese di 12 962 abitanti situato nel dipartimento del Var della regione della Provenza-Alpi-Costa Azzurra.
Il suo territorio è bagnato dal fiume Argens.

## Società

### Evoluzione demografica
Abitanti censiti